# Teofil Koch
Teofil (Bogumił) Gracjan Koch (ur. 18 grudnia 1801 lub 1802 w Krakowie, zm. 3 stycznia 1885 w Radomsku) – polski chirurg, współinicjator utworzenia szpitala św. Aleksandra w Radomsku.

## Edukacja
Ukończył liceum w Krakowie a następnie Wydział Lekarski Wszechnicy Krakowskiej (1824). Jako lekarz księżnej Jabłonowskiej odbywał liczne podróże zagraniczne, podczas których zdobywał doświadczenie zawodowe. W 1827 r. uzyskał tytuł magistra medycyny na Uniwersytecie Warszawskim. 

## Praca zawodowa
Od 1828 r. prowadził prywatną praktykę lekarską w Radomsku. Był zaangażowany w utworzenie pierwszego stałego szpitala w tym mieście (szpital św. Aleksandra ufundowany przez Marcina Ziółkowskiego). W 1836 r. został powołany do Rady Opiekuńczej Szpitala św. Aleksandra, a w 1844 r. został jej przewodniczącym. W okresie powstania styczniowego był zaangażowany w akcję werbunkową. Do jego zasług należy opieka nad chorymi podczas epidemii cholery. W 1881 r. został członkiem honorowym Warszawskiego Towarzystwa Lekarskiego. 

## Pochówek
Został pochowany na Cmentarzu Starym w Radomsku.